# Ostthüringer Zeitung
 (avril 2024).
Si vous disposez d'ouvrages ou d'articles de référence ou si vous connaissez des sites web de qualité traitant du thème abordé ici, merci de compléter l'article en donnant les références utiles à sa vérifiabilité et en les liant à la section « Notes et références ».
Ostthüringer Zeitung est un journal quotidien allemand local diffusé dans l'est du Land de Thuringe.

## Histoire
OTZ est issu indirectement du Volkswacht, qui était l'organe de presse officiel du SED pour le district de Gera en RDA. Le Volkswacht avait un tirage de 215 200 exemplaires avec ses douze éditions locales.
Le 8 janvier 1990, Dieter Hausold est élu nouveau rédacteur en chef. Il démissionne dix jours plus tard et est remplacé par Ullrich Erzigkeit. Il obtient la séparation du SED et le changement de nom du journal. Il y a cependant des menaces de mort et des menaces à la bombe. Les pages de lettres reçoivent une importance particulière. Les nouveaux partis et mouvements politiques ont la possibilité de s'exprimer. Erzigkeit est rédacteur en chef du journal jusqu'à fin 2013.
Depuis 2010, l’OTZ coopère plus étroitement avec les autres journaux Thüringer Allgemeine et Thüringische Landeszeitung, journaux de Funke Medien Thüringen, filiale locale de Funke Mediengruppe. Dans les éditions imprimées, un nombre croissant d'articles sont échangés entre eux.
Fin 2013, l'imprimerie d’OTZ située dans le quartier de Beerwalde à Löbichau, dans l'arrondissement du Pays-d'Altenbourg, est fermée, 100 employés sont licenciés. Depuis lors, l’OTZ est imprimé en partie à l'imprimerie Funke à Erfurt et en partie à Chemnitz.
Le 12 mai 2021, en raison de la grève à l'imprimerie Funke à Erfurt, l'édition quotidienne du Thüringische Landeszeitung, de l’Ostthüringer Zeitung et du Thüringer Allgemeine est publiée dans une édition identique : elle montre les logos des trois journaux dans le de même taille, côte à côte dans l'en-tête du journal et composés de 16 pages non numérotées. Dans l'empreinte du journal, Funke Medien Thüringen GmbH à Erfurt est mentionnée en premier, suivie de l'adresse de l'éditeur du journal concerné. Ce numéro montre que les trois journaux régionaux de Thuringe forment en réalité un seul journal avec une présentation visuellement différente et des reportages régionaux différents.
En mars 2023, le groupe de médias Funke annonce qu'il cesserait de livrer l'édition imprimée d’OTZ dans certaines communes de l'arrondissement de Greiz à partir du 1er mai en raison de la non-rentabilité. Les abonnés concernés doivent passer à l'édition numérique.